# Fagus engleriana
Fagus engleriana är en bokväxtart som beskrevs av Karl Otto von Seemen och Friedrich Ludwig Diels. Fagus engleriana ingår i släktet bokar, och familjen bokväxter. Inga underarter finns listade.

## Bildgalleri

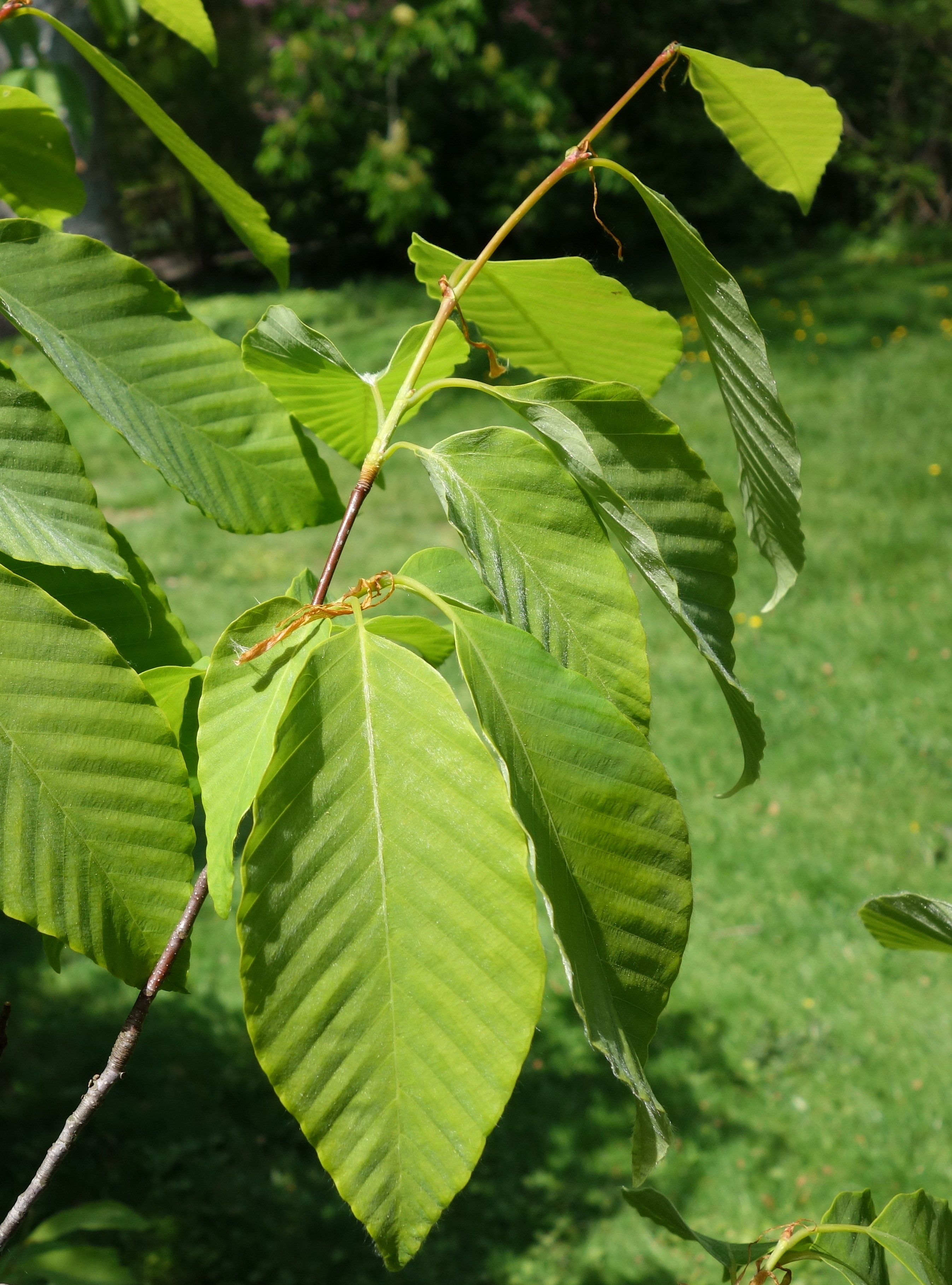